# Іллінський чоловічий монастир (Одеса)

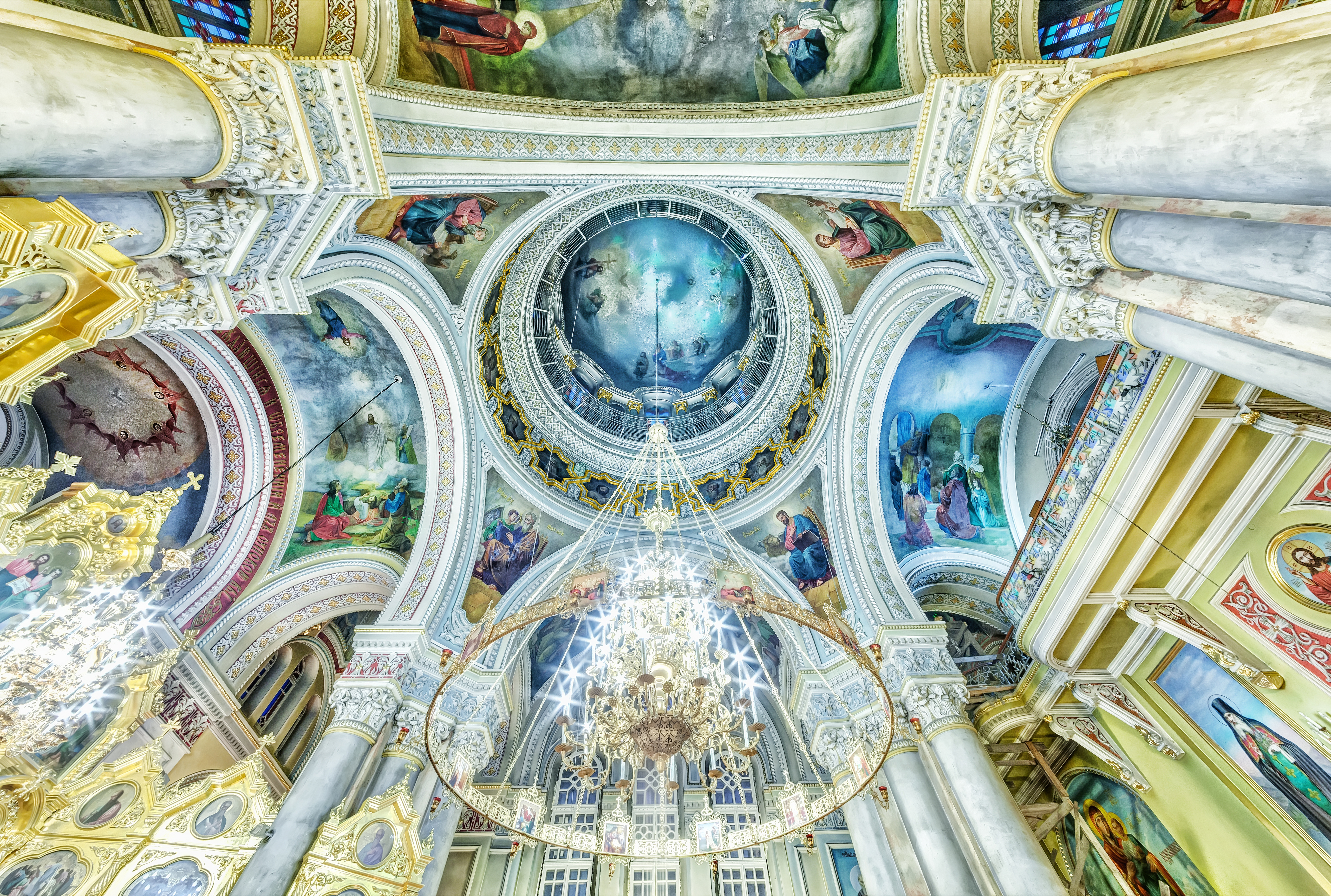
Інтер'єр церкви

Іллінський чоловічий монастир УПЦ МП — православний чоловічий монастир в Одесі, заснований у 1884 році як подвір'я Іллінського скиту на Афоні.

## Історія
У 1884 Іллінський скит придбав на Пушкінській вулиці поруч із вокзалом дім, у якому заснував Іллінське подвір'я для допомоги паломникам, які мандрували через Одесу на Афон і в Палестину.
У 1890 придбана додаткова ділянка для побудови церкви. Зведенням храму опікувався настоятель подвір'я преподобний Гавриїл Афонський. У 1894 він освятив місце будівництва і заклав перший камінь. Храм побудований у 1894—1896 за проектом архітектора Л. Ф. Прокоповича. Це трипрестольна церква у візантійському стилі. Великий купол церкви розписали на зразок храму Христа Спасителя в Москві.
У 1922 подвір'я ліквідовано, а церква діяла до 1928—1932. У 1942 вона відкрилася як парафія, при якій до 1962 знаходилося Одеське єпархіальне управління. У 1946—1949 на подвір'ї жили ченці.
У 1995 парафія була перетворена на монастир. З 1997 тут розташоване Одеське єпархіальне управління.
У монастирі знаходиться рака з мощами преподбного Гавриїла Афонського.